# Волконский, Владимир Андреевич

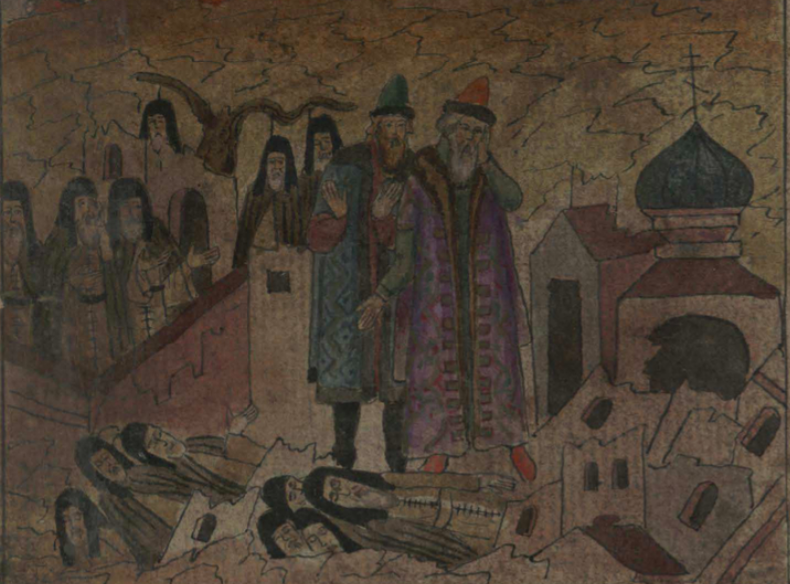
Князь Волконский на Соловках ужасается зверствам Мещеринова, «Описание лицевое осады и разорения монастыря Соловецкого» XIX в.

Князь Владимир Андреевич Волконский — стольник и воевода во времена правления Михаила Фёдоровича, Алексея Михайловича. Фёдора Алексеевича, правительницы Софьи Алексеевны.
Младший сын князя и воеводы Андрея Дмитриевича Волконского, из 1-й ветви князей Волконских.
Имел братьев, князей: Ивана, Григория, Дмитрия, Лаврентия и Василия Андреевичей.

## Биография
Стольник (1642—1686). Поместный оклад его 800 четей (1647), за Белгородскую службу добавлено 600 четей (1649). Ездил за Государём в Троице-Сергиев монастырь (09 октября 1650), Звенигород (30 ноября 1650), в село Покровское (07 декабря 1650). Участвовал в русско-польской войне (1654), за что получил к окладу 200 четвертей земли. Упоминается в записке о бытности грузинского царевича Николая Давыдовича (1660). Послан в Вятку собирать ратных людей и идти с ними к Казани сходным воеводою (1662). За объявления о рождении царевича получил придачу 100 четей (1667). Воевода в Саранске (1671—1672), Нежине (1672), Переславле-Южном (1675). Послан в Холмогоры и Соловецкий монастырь описывать вотчины и для сыска по делу стрелецкого полковника Ивана Мещеринова (1676-июнь 1679).
Владелец поместья села Чирково в Рязанском уезде, которое он купил у вдовы М. Зюзина (1653). Вотчинник Рязанского уезда, всего 1080 четвертей земли, которые были разделена между князьями Фёдором и Иваном Ивановичами (1692/1693).
Жена: княжна Анна, бездетны.